# Lista dos campeões das copas estaduais de 2010
A lista a seguir traz dados acerca dos campeonatos das copas estaduais de futebol realizadas no Brasil em 2010.
| Estado | Competição                         | Campeão                          | Vice-Campeão  | Vagas Torneios CBF                      |
| ------ | ---------------------------------- | -------------------------------- | ------------- | --------------------------------------- |
| BA     | Copa Governador da BA              | Vitória da Conquista (1º título) | Atlético-BA   | SD 2011: Vitória da Conquista           |
| CE     | Copa Fares Lopes (ou Copa Unimed)  | Horizonte (1º título)            | Icasa         | CB 2011: Horizonte                      |
| ES     | Copa ES                            | Vitória (2º título)              | Real Noroeste | CB 2011: Vitória                        |
| MA     | Copa União                         | IAPE (1º título)                 | JV Lideral    | CB 2011: IAPE                           |
| MG     | Taça MG                            | Uberaba (3º título)              | Uberlândia    | CB 201: Uberaba                         |
| MT     | Copa Governador de MT              | Cuiabá (1º título)               | Operário      | CB 2011: Cuiabá                         |
| MS\|   | Copa MS                            | CENE (1º título)                 | Maracaju      | SD 2011: CENE                           |
| PB     | Copa Paraíba                       | Botafogo (1º título)             | CSP           | CB 2011: Botafogo                       |
| PE     | Copa Pernambuco                    | Santa Cruz (3º título)           | Porto         | —                                       |
| RJ     | Copa Rio                           | Sendas (1º título)               | Bangu         | CB 2011: Bangu SD 2011: Sendas          |
| RS     | Copa FGF (ou Copa Enio Costamilan) | Internacional (4º título)        | Cerâmica      | SD 2011: Cerâmica                       |
| SC     | Copa SC                            | Brusque (3º título)              | Joinville     | CB 2011: Brusque SD 2011: Metropolitano |
| SP     | Copa Paulista                      | Paulista (2º título)             | RB Brasil     | CB 2011: Paulista                       |
| SE     | Copa Governador de SE              | São Domingos (2º título)         | América       | CB 2011: São Domingos                   |